# 26주형
26주형은 오목이나 렌주에서 첫 3수 의 유형을 말한다. 첫 수는 천원에, 두번째 수는 천원을 중심으로 한 3x3 사각형에, 세번째 수는 천원을 중심으로 한 5x5 사각형에 둔다.